# دومينيك جوليا
دومينيك جوليا (بالفرنسية: Dominique Julia)‏ هو مؤرخ فرنسي، ولد في 1940.